# Camera Work
Camera Work – kwartalnik poświęcony fotografii, wydawany przez Alfreda Stieglitza w latach 1903–1917. Łącznie ukazało się pięćdziesiąt numerów pisma. Na jego łamach publikowane były wysokiej jakości fotograwiury, reprodukujące prace artystów związanych z grupą Foto-Secesja, założoną przez Stieglitza w 1902. Grupa ta była częścią ruchu piktorializmu, promującego fotografię jako dziedzinę sztuki.
W „Camera Work” zamieszczane były zdjęcia m.in. Alfreda Stieglitza, Gertrude Käsebier, Edwarda Steichena, Clarence’a H. White’a, Paula Stranda, Roberta Demachy, Alvina Langdona Coburna, Franka Eugene’a. Publikowane były również zdjęcia starszych autorów, np. zapomnianych wówczas Roberta Adamsona i Davida Octaviusa Hilla. Oprócz zdjęć, „Camera Work” zawierał także artykuły poświęcone relacji fotografia – sztuka, autorstwa m.in. George'a Bernarda Shawa i Edwarda Steichena, w większości pisane specjalne dla czasopisma, ale również będące przedrukami z innych publikacji.
Wraz z odchodzeniem Stieglitza od piktorializmu, pismo stopniowo zwracało się do bardziej nowoczesnych prądów, publikując np. dzieła Picassa i Matisse’a i kierując się ku nowemu ruchowi, zwanemu „straight photography”.

## Wybrane zdjęcia z „Camera Work”

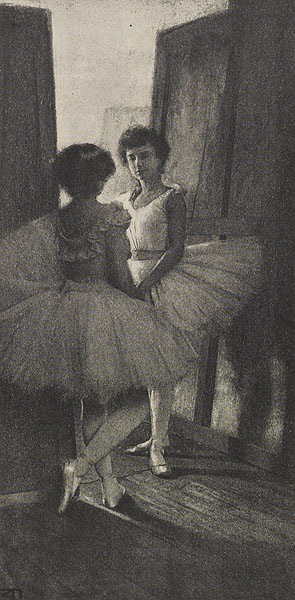
R. Demachy, Behind the Scenes (nr 7, 1904)
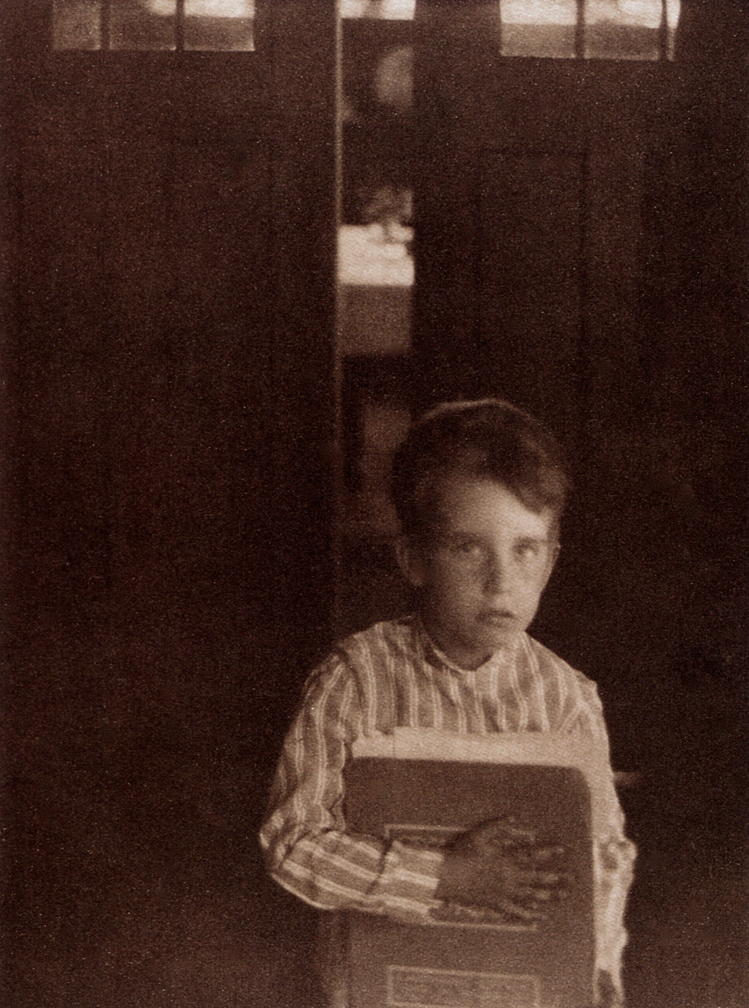
C. H. White, Chłopiec trzymający „Camera Work” (nr 9, 1905)
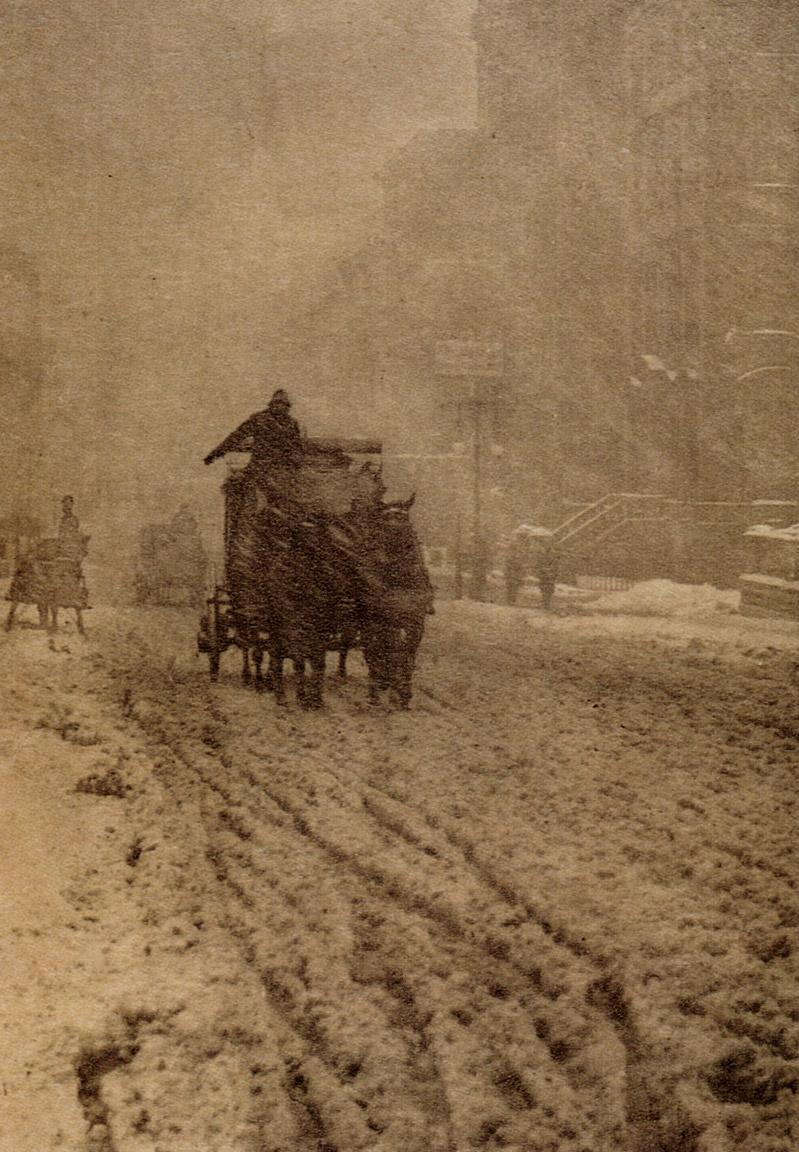
A. Stieglitz, Zima, Piąta Aleja (nr 12, 1905)
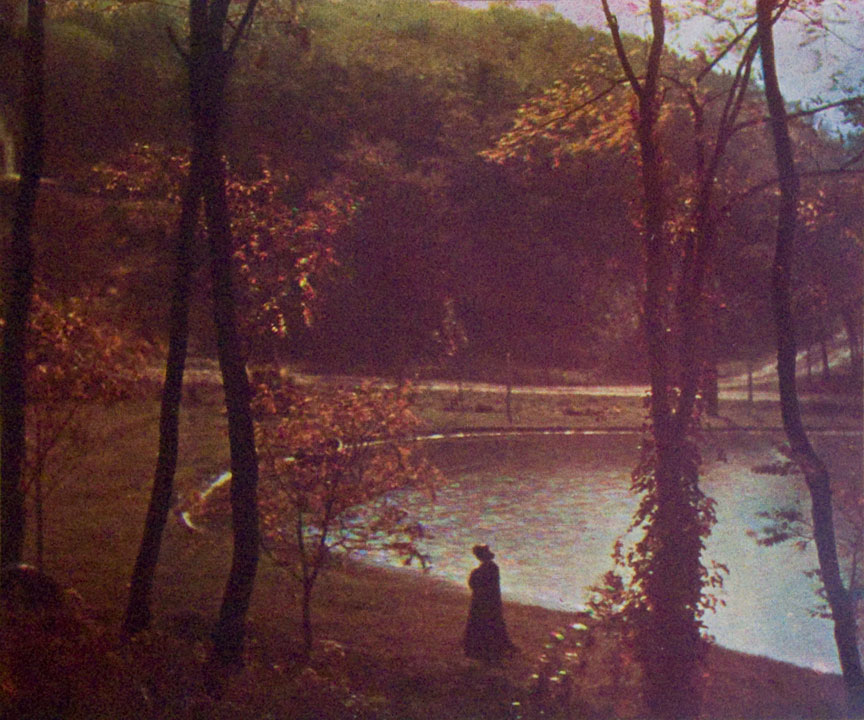
E. Steichen, Experiment in Three-Color Photography (nr 15, 1906)
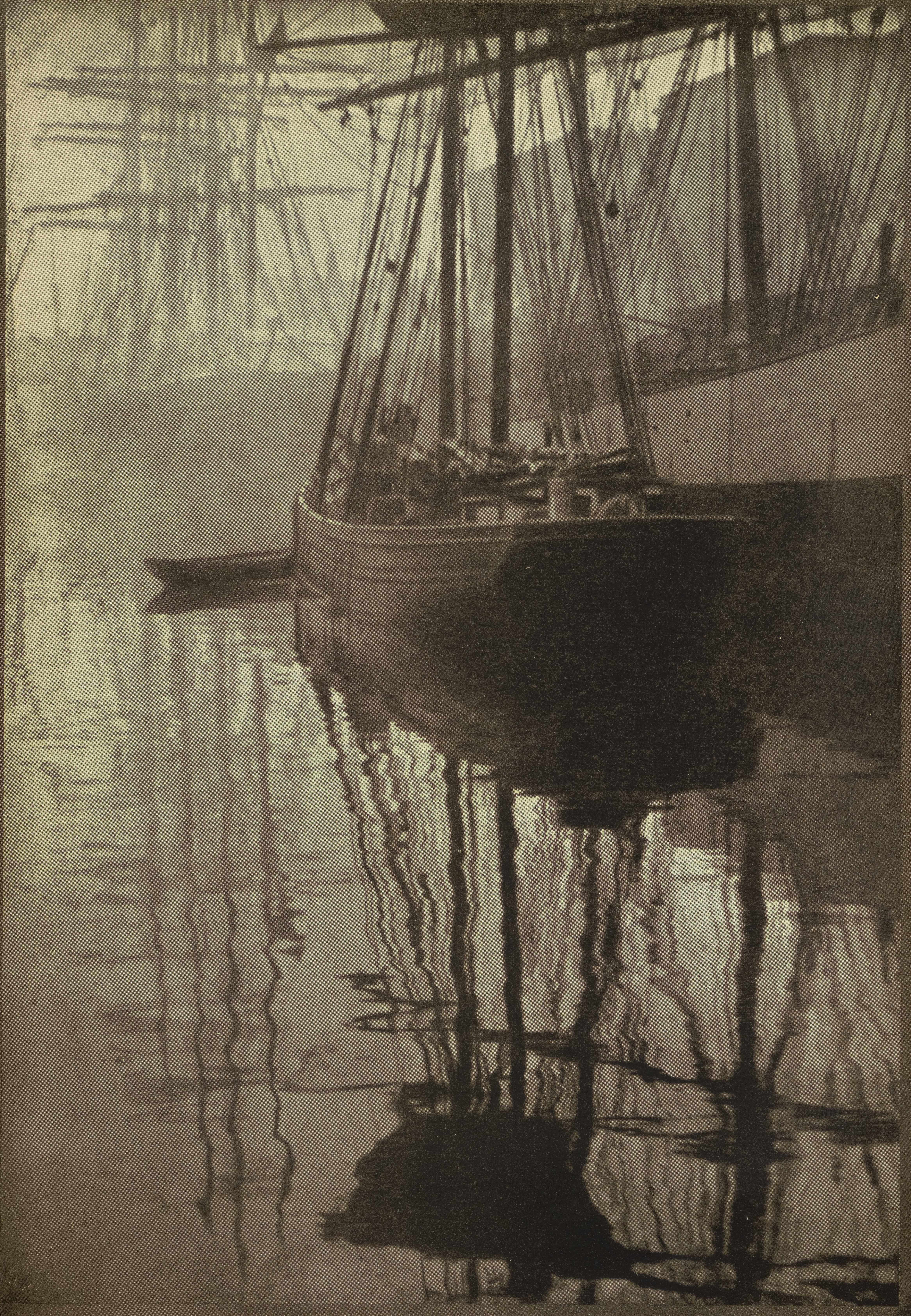
A. L. Coburn, Spider-webs (nr 21, 1908)
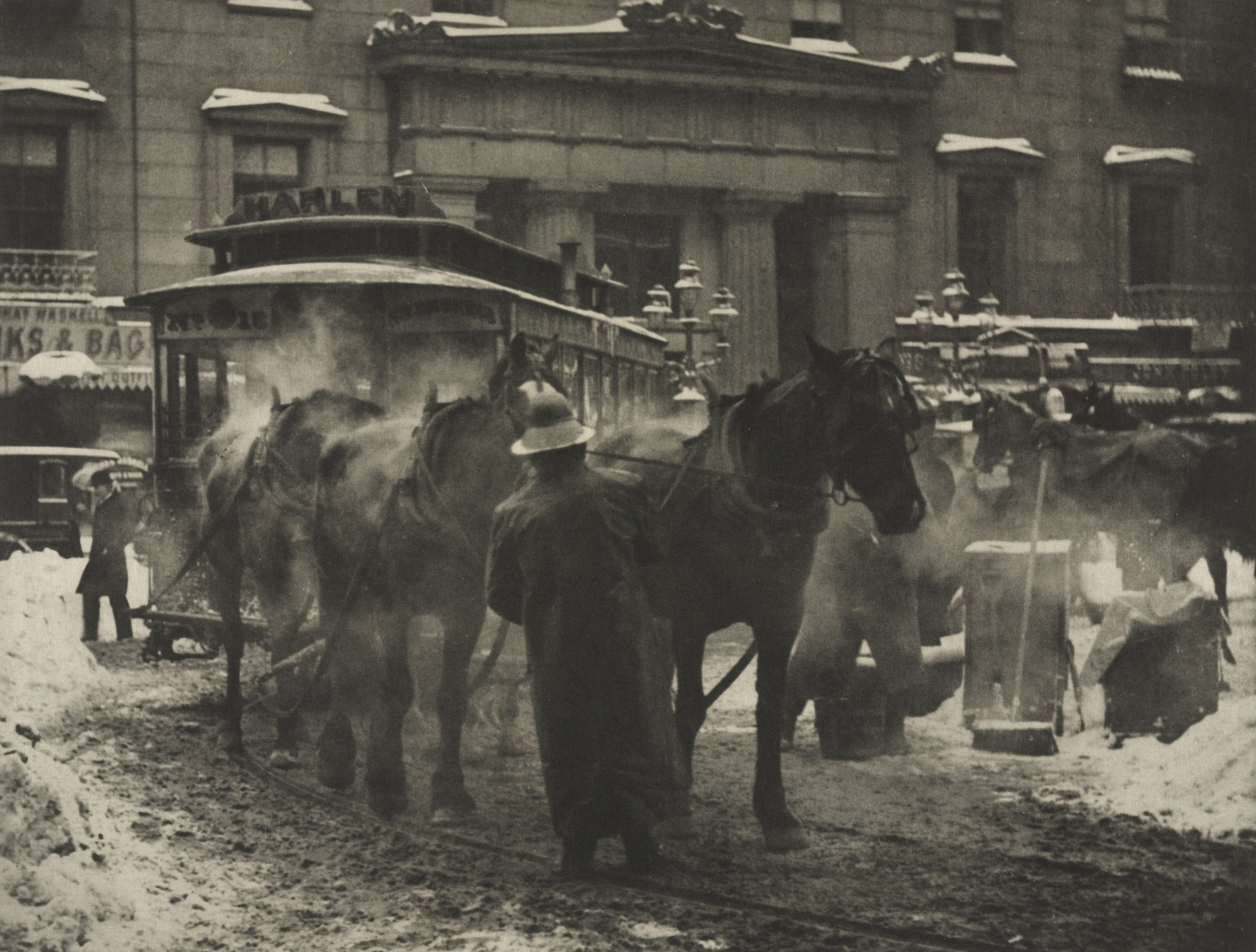
A. Stieglitz, The Terminal (nr 36, 1911)
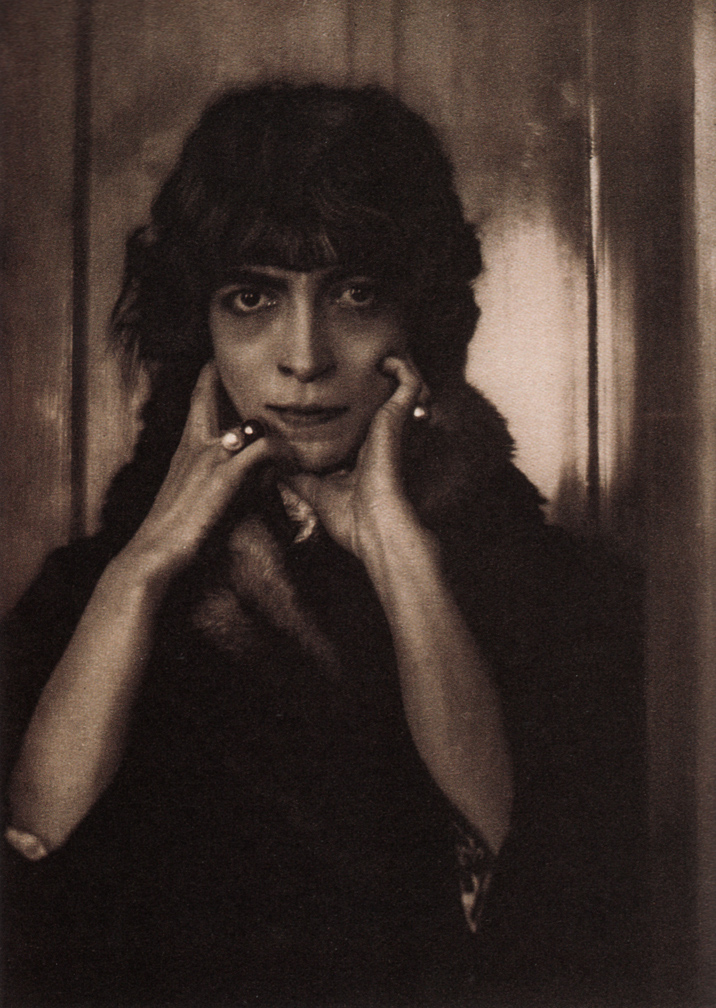
A. de Meyer, Luiza Casati (nr 40, 1912)
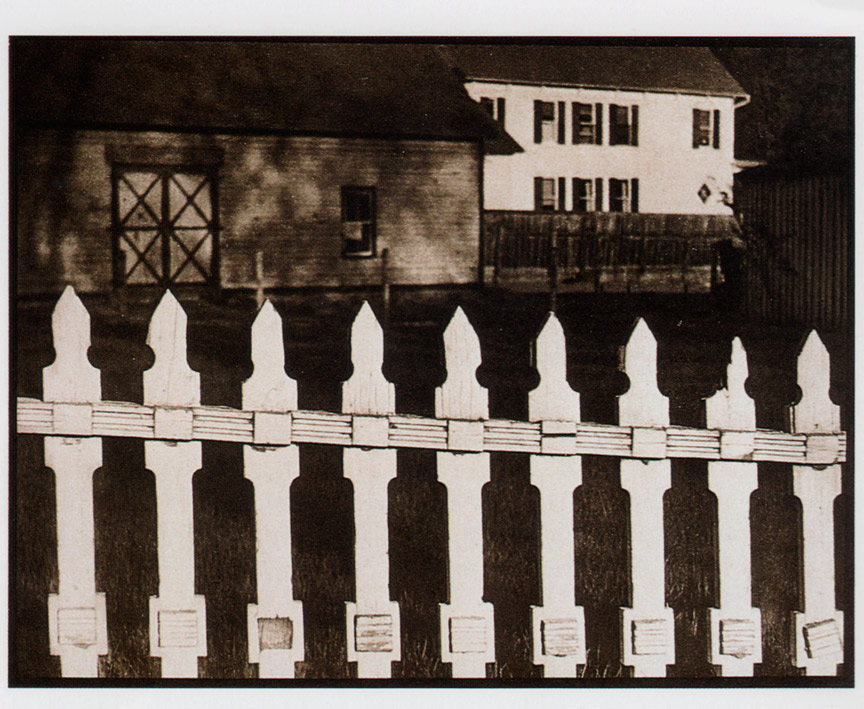
P. Strand, Płot (nr 49/50, 1917)